# Wappen Gibraltars
Das Wappen Gibraltars wurde am 10. Juli 1502 von Isabella von Kastilien in Toledo gestiftet. 

## Beschreibung
Das Wappen mit goldenem schmalen Bord besteht aus einem silbernen Schild mit rotem Schildfuß, auf dem eine gezinnte dreitürmige rote  Burg mit schwarzen Fenstern, an deren Burgtor ein goldener Schlüssel hängt, abgebildet ist. Der Wahlspruch auf goldenem Band mit schwarzer Schrift heißt auf Lateinisch: 
„Montis Insignia Calpe“
Auf Englisch: 
„Of the mountain called Calpe“
(„Im Zeichen des Calpe-Berges“)
Calpe war in der Antike der Name des Berges.

Flagge Gibraltars

Das Wappen ist auch Bestandteil der Flagge Gibraltars.

## Symbolik
Die Burg und der Schlüssel erinnern daran, dass Gibraltar durch seine Lage an der Straße von Gibraltar der Schlüssel zum Mittelmeer ist.